# Marmormaskad borsttyrann
Marmormaskad borsttyrann (Pogonotriccus ophthalmicus) är en fågel i familjen tyranner inom ordningen tättingar.

## Utseende och läte
Marmormaskad borsttyrann är en liten flugsnapparliknande fågel. Gråsprängt ansikte med tydliga svarta och vita halvmånar på kinden delar den med andra arter, men utmärks genom helmörk näbb och gula vingband. Könen är lika. Lätet består av ett fallande fräsande ljud följt av några få stigande "tseep!".

## Utbredning och systematik
Marmormaskad borsttyrann delas in i tre underarter:
- Pogonotriccus ophthalmicus ophthalmicus – förekommer i Anderna i Colombia, nordvästra Venezuela, östra Ecuador och norra Peru
- Pogonotriccus ophthalmicus purus – förekommer i kustnära bergskedjor i norra Venezuela (Yaracuy till Caracas)
- Pogonotriccus ophthalmicus ottonis – förekommer i Anderna i sydöstra Peru (Puno) och västra Bolivia

### Familjetillhörighet
Arten placeras traditionellt i familjen tyranner. DNA-studier visar dock att Tyrannidae består av fem klader som skildes åt redan under oligocen, pekar på att de skildes åt redan under oligocen, varför vissa auktoriteter behandlar dem som egna familjer. Marmormaskad borsttyrann med släktingar placeras då i Pipromorphidae.

## Levnadssätt
Marmormaskad borsttyrann hittas i förberg och subtropisk skog på mellan 800 och 2200 meters höjd. Den ses enstaka eller i par, vanligen i de lägre eller mellersta skikten i skogen och ofta som en del av kringvandrande artblandade flockar.

## Status och hot
Arten har ett stort utbredningsområde, men tros minska i antal, dock inte tillräckligt kraftigt för att den ska betraktas som hotad. Internationella naturvårdsunionen IUCN listar arten som livskraftig (LC).